# 温州医科大学附属第一医院
温州医科大学附属第一医院（The 1st Affiliated Hospital of Wenzhou Medical University）是中国浙江省温州市的一家三级甲等医院，也称为 浙江省立温州第一医院（The First Provincial Wenzhou Hospital of Zhejiang）

## 历史
- 1919年6月，社会名仕吴璧华、杨玉生、潘鑑宗、黄溯初与瓯海道道尹黄庆澜协议发起，租聘古炉巷58号民房作为院舍，创办温州首家国人办的西医院。公推吴璧华为董事长，杨玉生为首任院长，正式定名为瓯海医院。
- 1922年春，医院迁至位于温州积谷山下的新建院区，占地13亩，即现在的鹿城区府学巷2号。
- 1925年7月，首任院长杨玉生患病离职疗养，毕业于日本千叶医科大学的黄问羹教授被聘为瓯海医院内科主任，不久任院长。张鋆受邀聘为瓯海医院院长兼外科主任。
- 1937年抗日战争爆发，日军曾三次攻占温州，医院被迫多次解散或迁移。
- 1949年5月，中共解放军占领温州，市军管会聘任林镜平为院长。同年11月，省卫生厅宣布原瓯海医院改制命名为浙江省立温州医院。
- 1950年1月，医院成立了中国共产党支部。
- 1954年10月6日，浙江省卫生厅统一调整医院名称，医院改称为温州市第一人民医院，划归市管。
- 1959年，改称温州第一医院。
- 1961年10月11日，被温州地委改称为温州医学院附属医院，既是医学院附属医院，担负教学任务，又是地区综合性医院，担负地区医疗和干部保健任务。
- 1962年，被浙江省卫生厅确定为全省五家三级医院之一，是唯一在省城杭州以外的省级医院。
- 1967年11月上旬，温州军管会派解放军毛泽东思想宣传队（简称军宣队）进驻医院。受文化大革命运动影响，温州医学院附属医院于次年被改称为温州工农兵医院。
- 1971年5月25日，温州地区革命委员会党的核心小组下达文件，将工农兵医院改名为温州医学院工农兵医院，由温州医学院党委和革委会实行“一元化”领导。
- 1975年，医院在困难的处境中，床位扩大到400张，年门诊量达到33万人次，病床使用率达到95.4%，平均床日17.5天。职工人数也增至438人，年业务总收入达到115.62万元。
- 1980年10月省委决定医院党政、人事、教学、医疗等全面工作改由温州医学院统一领导。
- 1981年，医院儿科、骨科全部医护人员及病床搬迁，参加创建温州医学院附属第二医院。
- 1986年5月，经浙江省人民政府批准，医院改称温州医学院附属第一医院，浙江省卫生厅批准定编为500张住院床位。
- 1993年,医院被浙江省卫生厅评为“三级甲等医院”，并获得“文明医院”称号。
- 2003年10月购买温州大酒店（二期工程）12308平方米作为医疗保健中心。
- 2004年6月，经浙江省卫生厅批准，医院增挂浙江省立温州第一医院牌子，隶属关系实行温州医学院和浙江省卫生厅双重领导。
- 2007年2月10日，位于温州市瓯海区南白象街道上蔡村的新院区开工建设。
- 2012年10月5日，新院区开业接诊。[2]
- 2013年，随着温州医学院更名为温州医科大学，“温州医学院附属第一医院”也随之更名为“温州医科大学附属第一医院”。

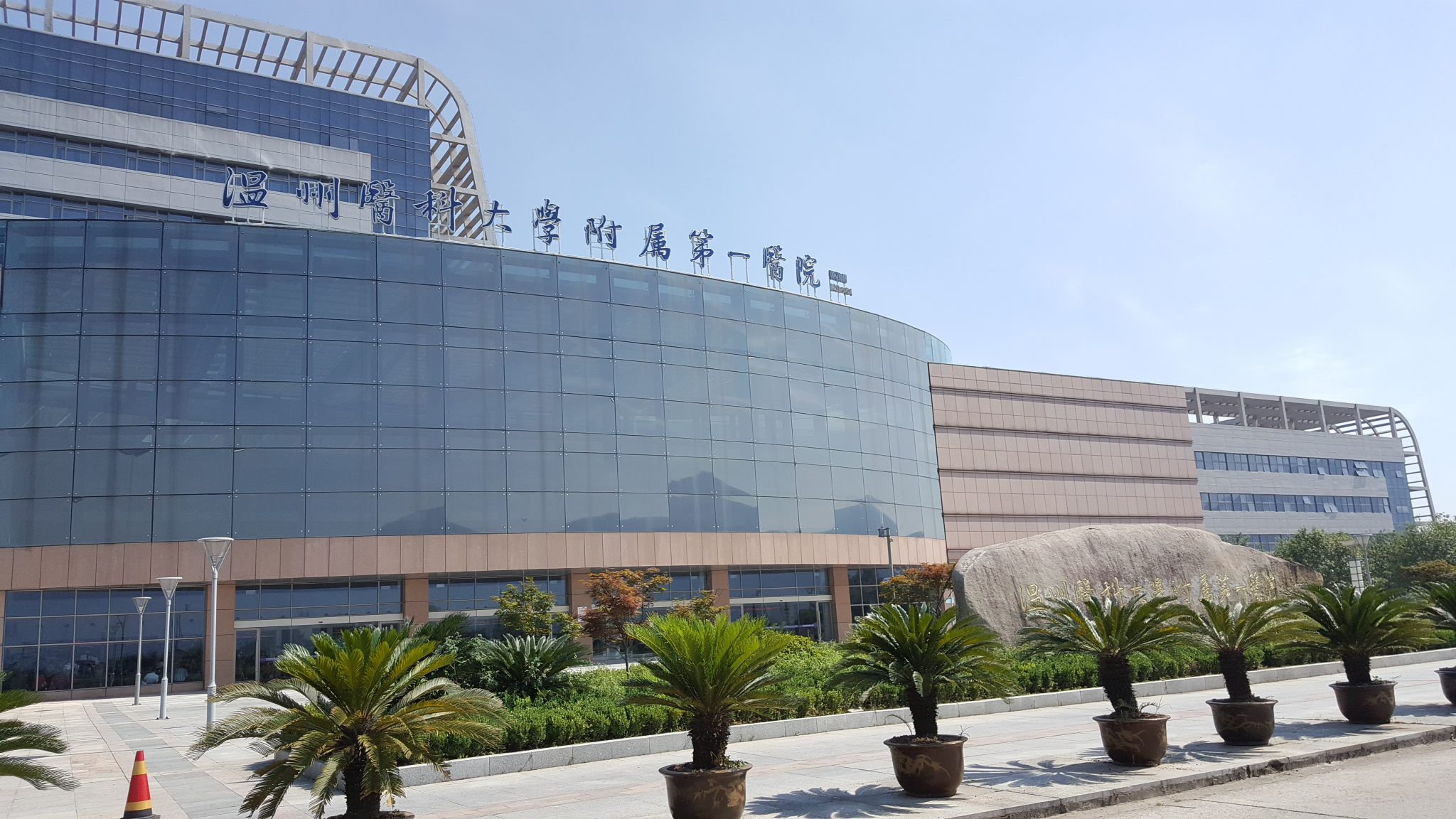
温州医科大学附属第一医院南白象新院区

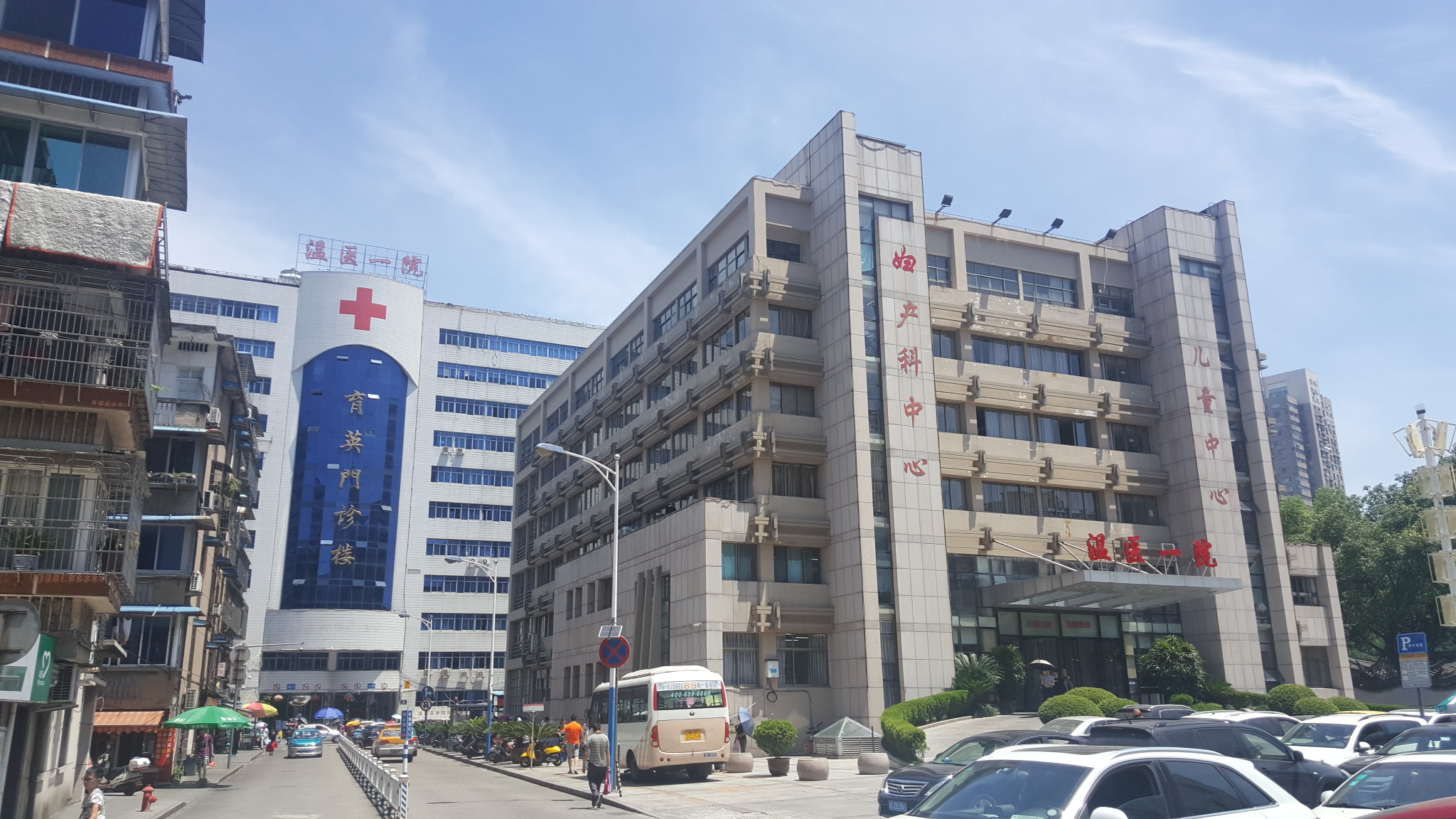
温州医科大学附属第一医院公园路老院区

## 目前的状况
医院设有56个临床科室和学科中心，10个医技科室，72个病区，开放床位4200多张，有在岗职工4千多人。
该医院由以下治疗中心:
- 公园路老院区：温州市鹿城区府学巷2号，面积7万㎡。
- 医疗护理中心（保健中心）：鹿城区府学巷96号。
- 南白象新院区：温州市瓯海区南白象街道上蔡村温医一院，面积35.5万㎡。
- 温州医科大学附属第一医院八院区：温州市水心十七中路31弄1号